# Hajen III-klass
Hajen III-klassen var en ubåtsklass bestående av sex ubåtar tillhörande den svenska flottan. De byggdes 1954–1957 och utrangerades i början av 1980-talet då Näcken-klassen levererades.
Vid konstruktionen kunde man ta tillvara studier av den tyska ubåten U 3503 av typ XXI, som sänktes av egen besättning på svenskt vatten den 8 maj 1945, och bärgades 1946. Tillkomsten av snorkel minskade behovet av luftvärnskanon, och bara HMS Hajen hade luftvärnskanon i en testfas. Fartygstypen hade helsvetsat tryckskrov och dubbla propellrar. Fyra förliga torpedtuber och ett revolvermagasin med 8 reservtorpeder medgav snabb omladdning och relativt bra förläggningsutrymme för besättningen. 
Hajen III-klassen var de första ubåtarna som från start hade konstruerats med snorkel. Utvecklingen från dykbåtar till undervattensfartyg var ett betydande steg för ubåtens möjlighet att stanna längre under ytan. Bland Hajen III-klassens övriga nymodigheter kan nämnas att diverse utrustning blev gummiupphängda för att öka stötskyddet och minska bullret samt att ett utbyggt hydrauliksystem för tyst fjärrmanövrering av ventiler och annat infördes. Alla dessa tekniska framsteg bidrog till att öka ubåtens möjligheter att operera dolt.
Med Hajen III-klasen tog sektionsbyggandet på Kockums första steget in i ubåtarna och som följd av detta blev dieselmotorerna insatta från början. Det förändrade byggsätt medförde stora fördelar, jobbet gick snabbare och resultatet blev bättre.
Klassen genomgick smärre modifieringar 1970–1971, och alla utrangerades 1 juli 1980. Bävern, Illern och Uttern såldes för skrotning 1981 i Odense, samt Hajen 1983 i Landskrona. Valen och Sälen såldes 1984 till Västtyskland för stationära försök.

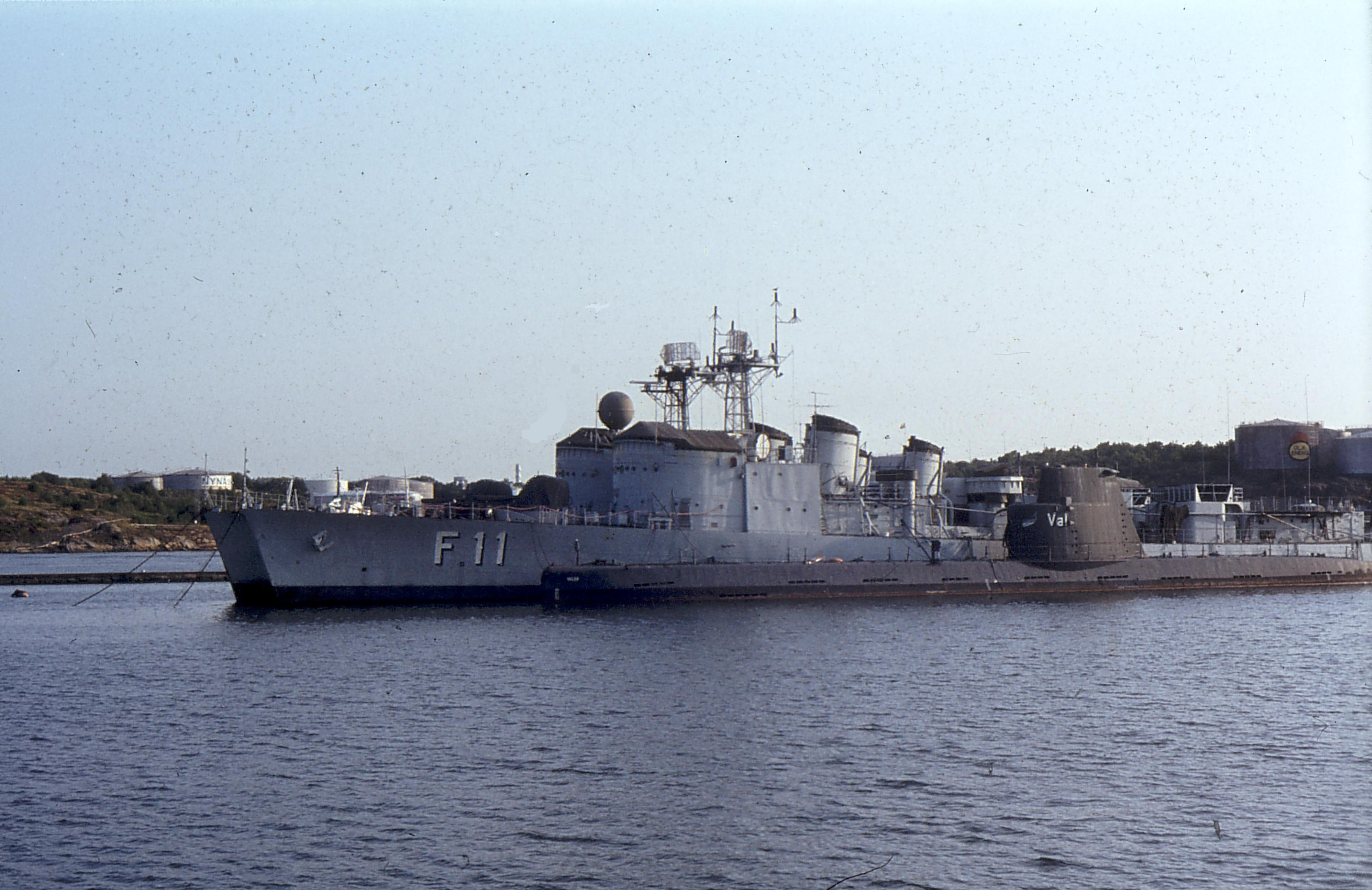
HMS Valen (Val), av Hajen III-klass, är här utrangerad och förtöjd tillsammans med fregatterna och på Nya Varvet i Göteborg sommaren 1982.